# Airald
Airald, auch Ayrald, OCart († 2. Januar 1146 in Saint-Jean-de-Maurienne, Savoyen, heute Frankreich) war ein französischer Kartäuser und Bischof von Saint-Jean-de-Maurienne.
Möglicherweise war er ein Sohn von Wilhelm I. von Burgund und Bruder von Papst Kalixtus II.
Airald trat in den Kartause von Portes ein. Nach anderen Berichten soll er Dekan von Sant’ Andrea in Grenoble gewesen sein. Später wurde er Prior der Kartause Portes. 1132 wurde er zum Nachfolger von Bischof Amedeo ernannt.
Der Legende nach soll aus seinem Grab ein wundersames Öl hervorkommen. Der Ort wurde zu einem Wallfahrtsort. Das Wallfahrtswesen dauerte bis 1794, während der Besetzung des Herzogtums Savoyen durch französische Revolutionstruppen.
Seine Verehrung als Seliger wurde am 8. Januar 1863 von Papst Pius IX. bestätigt. Im Martyrologium Romanum ist er als Heiliger mit dem Gedenktag am 2. Januar gelistet.